# PREB
PREB‏ (Prolactin regulatory element binding) هوَ بروتين يُشَفر بواسطة جين PREB في الإنسان.